# Namibian Coast Conservation and Management Project
Namibian Coast Conservation and Management Project (NACOMA) - organizacja, której celem jest ochrona dzikich zwierząt i monitorowanie projektów działających w Namibii. Został oficjalnie uruchomiona w marcu 2006 r. jako pięcioletni projekt współfinansowany przez Global Environmental Facility (GEF) i rząd Namibii, przy wsparciu Banku Światowego.
Głównym celem organizacji jest uniknięcie utraty różnorodności biologicznej i degradacji wybrzeży Namibii oraz promowanie zrównoważonego rozwoju, które spełniają wymagania ochrony środowiska w skali globalnej, na poziomie lokalnym i krajowym.
NACOMA prowadzi ośrodki naukowe i badawcze monitorujące wybrzeża Namibii w tym na wyspach Mercury, Ichaboe, Halifax i Possession, które stanowią całą namibijską populację lęgową Głuptaków przylądkowych, 96% populacji zagrożonego Pingwina przylądkowego, a niemal jedna czwarta światowej populacji lęgowej Kormorana koraniastego.